# 巨鹿路868~892号住宅

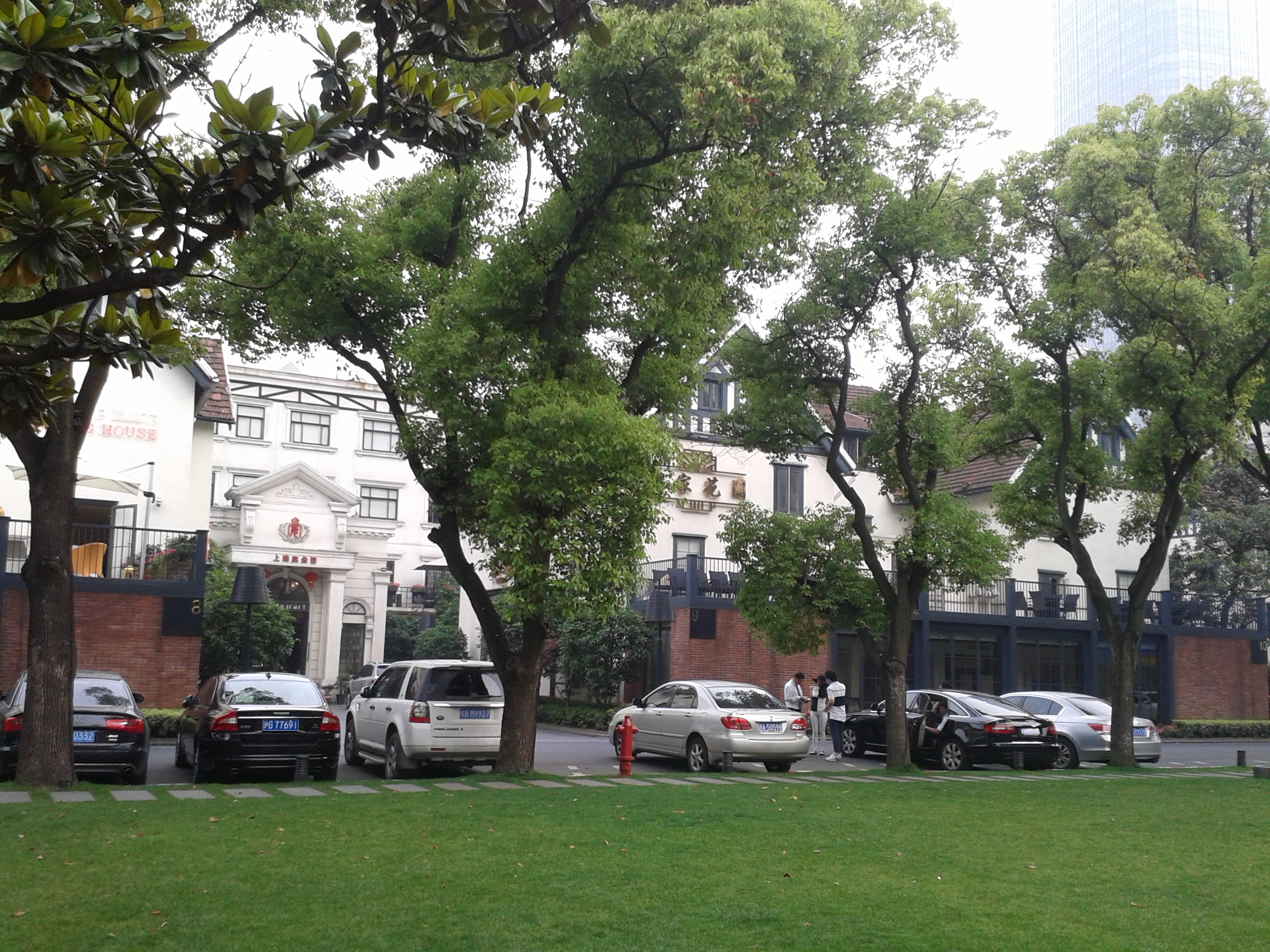
巨鹿路889号

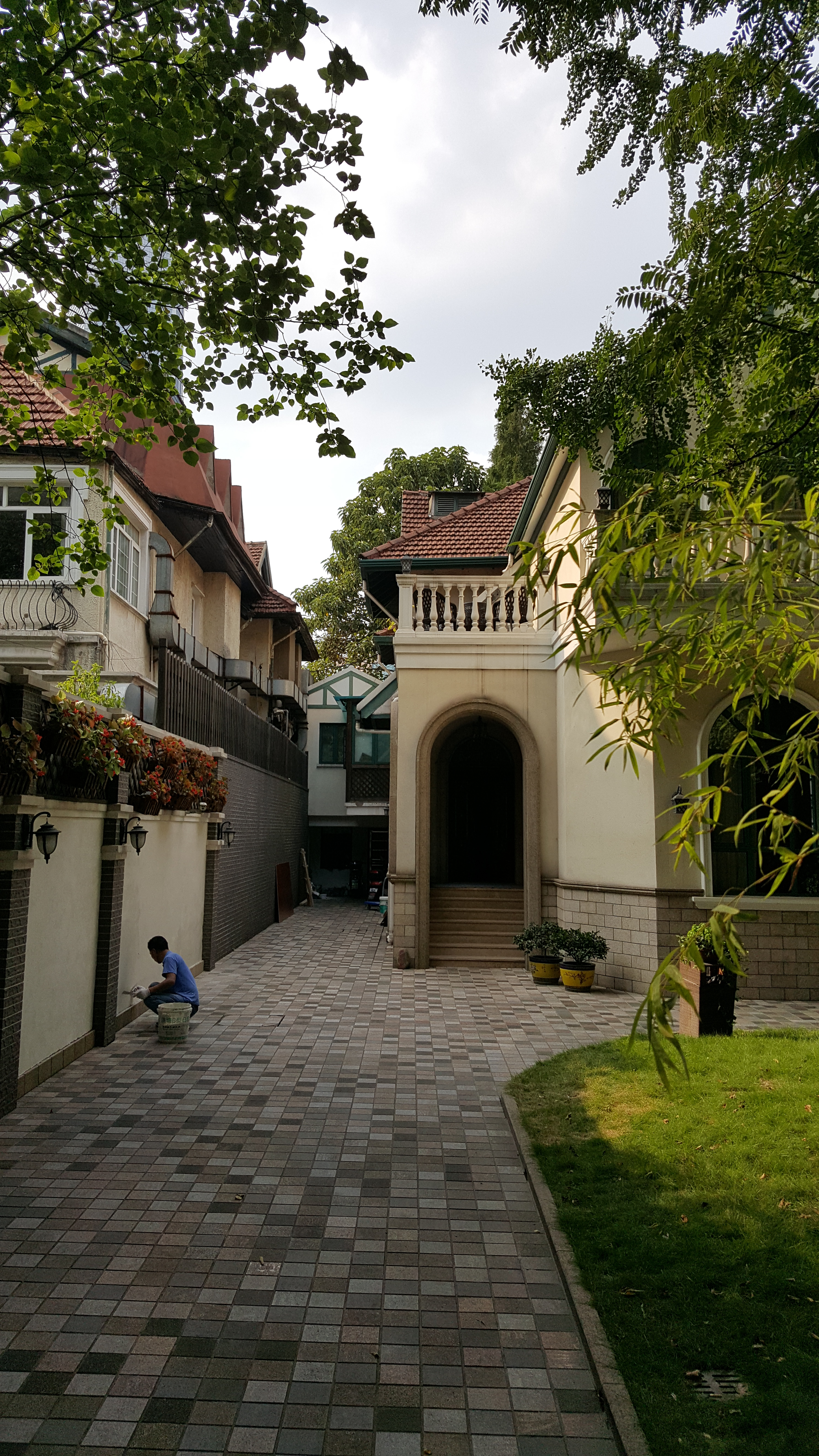

巨鹿路868~892号住宅是中国上海市的一处历史建筑群，位于静安区巨鹿路868-892号（原上海法租界巨籁达路，Rue Ratard）。
该建筑群建于1930年，共12幢，英式双毗连高级花园住宅，沿巨鹿路北侧，由东向西排列，均为红瓦坡顶，坐北朝南，假三层砖木结构。南侧设有花园，北侧带有后院。总建筑面积5686平方米。
1999年9月28日，上海市人民政府将巨鹿路868~892号住宅列为第三批上海市优秀历史建筑，编号B-Ⅲ-09。
2016年，巨鹿路888号优秀历史建筑以8000万元的价格被转卖。2017年初，业主江某的母亲王某擅自进行拆除改建。此事经媒体报道后引起广泛关注。2017年6月23日，王某被静安区政府部门责令在10个月内恢复建筑原状，并处以重置价5倍的罚款，计人民币3050万元。对施工单位、设计师个人及建筑垃圾清运单位均进行了相应处罚。同时，静安区政府对静安区房管局、静安寺街道2个责任单位及10名责任人员严肃问责，分别作出记过、降级、撤职等处理。。